# Barranca de Palma
Barranca de Palma är en ort i Mexiko.   Den ligger i kommunen Soledad de Doblado och delstaten Veracruz, i den sydöstra delen av landet, 280 km öster om huvudstaden Mexico City. Barranca de Palma ligger 69 meter över havet och antalet invånare är 143.
Terrängen runt Barranca de Palma är huvudsakligen lite kuperad. Barranca de Palma ligger nere i en dal. Runt Barranca de Palma är det ganska tätbefolkat, med 104 invånare per kvadratkilometer. Närmaste större samhälle är Soledad de Doblado, 8,6 km sydost om Barranca de Palma. Omgivningarna runt Barranca de Palma är en mosaik av jordbruksmark och naturlig växtlighet.